# Anthene andamanicus
Anthene andamanicus är en fjärilsart som beskrevs av Hans Fruhstorfer 1916. Anthene andamanicus ingår i släktet Anthene och familjen juvelvingar. Inga underarter finns listade i Catalogue of Life.